# Zsovtanci
Zsovtanci (cirill betűkkel: Жовтанці, lengyelül: Żółtańce) falu Ukrajnában, a Lvivi terület Kamjanka-buzkai járásában. Népessége a 2001-es népszámlálás idején 3251 fő volt. A falu önkormányzatához, a Zsovtanci Községi Tanácshoz tartozik még Vihopnyi, Hrabovec, Kolodenci és Sztavniki falu.
Kamjanka-Buzkától 18 km-re délkeletre, Velike Kolodno vasútállomástól 3 km-re található.
A faluban található 10 bolt, pizzéria és "Rukavicska" szupermarket. A településen áthalad a Lviv–Luck főút, valamint keresztülfolyik rajta a Zsovtanka folyó.
Első említése 1358-ból származik. Ekkor 22 ház állt és 157 ember élt itt, akik főleg mezőgazdasággal foglalkoztak.
Lengyelországban 1934-ig önálló község volt, majd  Kłodno Wielkie községhez csatolták.